# NGC 6474
NGC 6474 is een spiraalvormig sterrenstelsel in het sterrenbeeld Draak. Het hemelobject werd op 22 juli 1886 ontdekt door de Amerikaanse astronoom Lewis A. Swift.
- Dit extragalactische stelsel (NGC 6474) wordt algemeen verward met het object NGC 6473 dat een gewone ster is, net ten noorden van NGC 6474. Zo is het ook op kaart 53 in de sterrenatlas Uranometria 2000.0, Volume 1 (1987). Niet NGC 6474 is vermeld, maar wel NGC 6473.

## Synoniemen
- UGC 10989
- MCG 10-25-92
- ZWG 300.68
- IRAS 17462+5718
- PGC 60850